# 不法執刀
『不法執刀』（ふほうしっとう、原題：Playing God）は、1997年制作のアメリカ合衆国のサスペンス映画。デイヴィッド・ドゥカヴニー主演。日本では劇場未公開。

## あらすじ
ユージンは神の腕を持つとまで言われている優秀な外科医であるが、疲れをとるために秘かに麻薬に手を出していた。そしてある手術の最中、麻薬の禁断症状が出て医療ミスを犯し、執刀中の患者を死なせてしまい、医師免許を剥奪されてしまった。ユージンは禁断症状に苦しみながらも、麻薬を続けるという荒んだ生活を送っていた。
そんなある夜、ユージンは麻薬を手に入れるためナイトクラブに出かけるが、そこで銃撃戦に遭遇、彼の目の前で1人の男が撃たれる。ユージンは瀕死の状態だったその男に応急手当てを施して助ける。その翌日、ユージンは突然現れた男たちに拉致された。彼が連れて来られたのは、犯罪組織のボス・レイモンドのもとだった。
レイモンドはユージンに、組織の専属医にならないかと持ちかける。実は昨晩彼が助けた男はレイモンドの部下で、その鮮やかな手腕を見込まれて勧誘されたのだった。多額の報償金につられて組織の専属医となったユージン。しかしやがて、レイモンドの愛人クレアと恋に落ちてしまったことから、事態は思わぬ方向へ…。

## キャスト
- ユージン・サンズ：デイヴィッド・ドゥカヴニー（吹替：小杉十郎太）
- レイモンド・ブロッサム：ティモシー・ハットン（吹替：安原義人）
- クレア：アンジェリーナ・ジョリー（吹替：山像かおり）
- ゲイジ：マイケル・マッシー（吹替：掛川裕彦）
- ウラジミール：ピーター・ストーメア（吹替：沢木郁也）
- シリル：アンドリュー・ティアナン（吹替：福田信昭）
- イエーツ：ゲイリー・ドゥーダン
- フリック：ジョン・ホークス（吹替：チョー）
- キーオン・ヤング
- パーヴェル・リチニコフ
- フィリップ・ムーン
- トレイシー・ウォルター